# Loop Trail
Le Loop Trail est un sentier de randonnée du comté de San Juan, dans l'Utah, aux États-Unis. Protégé au sein du Natural Bridges National Monument, il approche successivement trois arches naturelles appelées Sipapu Bridge, Kachina Bridge et Owachomo Bridge. Il rencontre l'Owachomo Bridge Trail sous cette dernière.